# مرتضی صالحی
مرتضی صالحی استاندار خوزستان، وزیر راه، معاون وزیر کشور در دوران پهلوی بود. 
صالحی دارای مدرک لیسانس عمران و دکترای طراحی شهری از دانشگاه بیرمنگام در انگلستان بود. وی پس از پایان دوره تحصیلات در انگلستان به ایران بازگشته و در سازمان برنامه و بودجه شروع به فعالیت کرد. او سپس به مدت دوسال معاون وزیر کشور در امور توسعه و بعد استاندار استان خوزستان شد و در دولت جمشید آموزگار وزیر راه و ترابری گردید.